# Kaji Manga
Kaji Manga és un segell editorial de còmics català especialitzat en manga japonès que està en procés de compra pel grup Abacus. Una de les coses que caracteritza Kaji Manga és el fet que tan sols publica en català, ja que es va crear amb la intenció d'omplir el buit de publicacions de manga en català.
El nom de l'editorial, Kaji, vol dir 'timó' en japonès, la qual cosa recorda a La Galera, participants del projecte.

## Trajectòria

### Antecedents

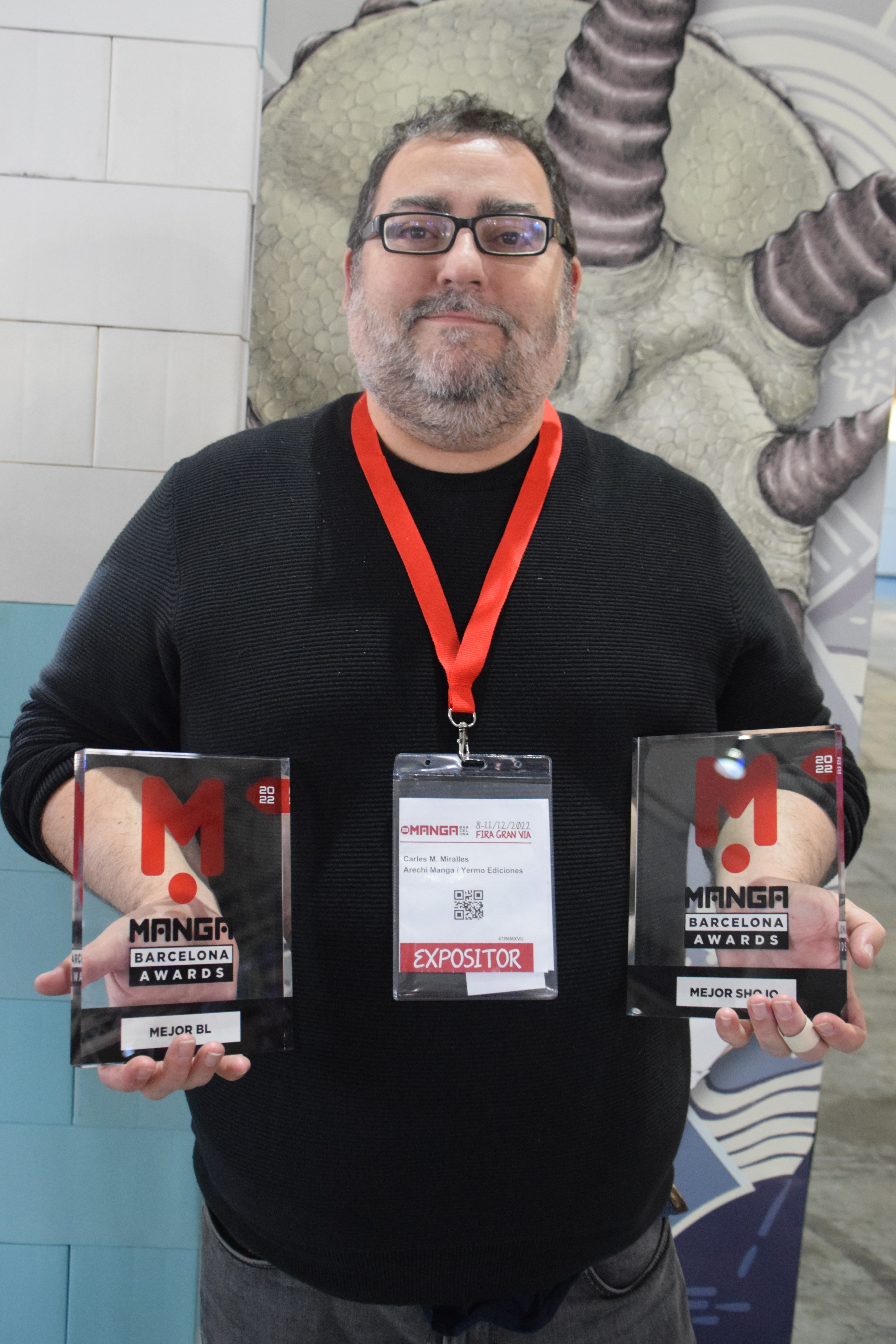
Carles Miralles, editor d'Arechi i Kaji Manga, al 28 Manga Barcelona (2022).

A finals de la dècada del 2010, el consum de manga a Espanya va experimentar un auge considerable. El 2021 s'havien publicat més d'un miler volums de manga a l'estat, però malauradament, només una quarantena dels quals van ser en català. Un signe de la situació de la llengua. En aquell moment a part del manga de Bola de Drac i els seus spin-offs, tan sols Ooso Comics publicava altres mangues en català, tot i que amb dificultats econòmiques.

### Grup Enciclopèdia
El dia 7 de maig de 2022, al Saló Internacional del Còmic de Barcelona de 2022, durant la presentació de novetats de Yermo Ediciones i Arechi Manga van anunciar Kaji Manga, un nou segell editorial, projecte col·laboratiu amb el Grup Enciclopèdia amb la intenció d'omplir el buit de publicacions de manga en català. Tot i que van dir que tocarien totes les demografies, incloent-hi el shojo o el Boys Love, no van posar cap projecte sobre la taula. També van explicar que tenien pensat publicar entre 60 i 70 títols l'any, tots exclusivament en català. Alguns dels representants anunciats van ser Joan Abellà, director general del grup Enciclopèdia, Carles M. Miralles, l'editor del projecte (provinent d'Arechi Manga), i Pema Maymó, la directora del projecte (provinent de La Galera).
El 22 de setembre de 2022 van donar-se a conèixer per primer cop per Twitter i van desvelar el seu logo. El 27 de setembre de 2022, l'editorial va participar en un directe a Twitch en el qual van revelar les seves primeres cinc llicències. Seguidament, van penjar-ne les fitxes a Twitter. Els cinc mangues eren: Dodoma, de Jun Shiraishi; Grendel, de Mako Oikawa; Orange, d'Ichigo Takano; Kijin Gentosho, de Yu Satomi i Badducks, de Touryuumon Takeda.
Al 28 Manga Barcelona l'editorial va anunciar que havia adquirit les llicències de Gokushufudou i Heroines Game, amb els títols provisionals d'Un yakuza de sa casa i El joc de les heroïnes, respectivament. Així mateix, va treure al mercat els primers volums dels mangues Dodoma i Grendel, tal com ja ho havia anunciat al maig durant el 40 Saló del Còmic de Barcelona. Ambdues sèries van ser les grans triomfadores del Manga Barcelona, un èxit afavorit pel fet de tractar-se de dues obres inèdites a l’estat espanyol.
Al 41 Comic Barcelona van sortir a la venda els primers volums d'Orange i Joc d'heroïnes.
L'abril, Kaji Manga va anunciar el primer Girl's Love en català, Mina Soko Nite, i el maig, un kodomo, Un estiu a Tsurumaki. Poc després, però, el 10 de juliol de 2023 l'editorial va anunciar al seu compte de Twitter que "abaixaria el ritme", sense especificar què implicava exactament. L'editorial no va tornar a publicar res fins al 14 de setembre de 2023, quan finalment va publicar Un estiu a Tsurumaki. Al 29 Manga Barcelona, després de mesos sense cap comunicació, l'editor Carles Miralles en la presentació de la seva editorial, Arechi Manga, va pronunciar un comunicat de Kaji en què deien que treballaven per tornar a "arrencar amb força", que hi hauria mesos en stand-by, però que el primer trimestre del 2024 donarien informació sobre les llicències.

### Abacus Cooperativa
El gener de 2024 hi va haver la notícia que el Grup Enciclopèdia es venia els seus segells, entre els quals hi havia Kaji, al grup Abacus. El 10 de setembre del mateix any es va presentar el nou grup literari Abacus Futur, resultat de la compra dels segells del Grup Enciclopèdia Catalana, però Kaji no hi va ser esmentat.

## Llista de mangues
| Títol                        | Autor             | Data de publicació | Núm. de volums |
| ---------------------------- | ----------------- | ------------------ | -------------- |
| Dodoma                       | Jun Shiraishi     | 2022               | 3              |
| Grendel                      | Mako Oikawa       | 2022               | 3              |
| Orange                       | Ichigo Takano     | 2023               | 3              |
| Joc d'heroïnes               | Tabasa Iori       | 2023               | 3              |
| Un estiu a Tsurumaki         | Shinya Komatsu    | 2023               | 1              |
| Títols sense data confirmada |                   |                    |                |
| Kijin Gentosho               | Yu Satomi         |                    |                |
| Badducks                     | Touryuumon Takeda |                    |                |
| Un yakuza de sa casa         | Kousuke Oono      |                    |                |
| Mina soko nite               | Kaiko Fuyumushi   |                    |                |